# Carlos De los Ríos
Carlos De los Ríos (* 1974 in Santafé de Bogotá in Kolumbien) ist ein Künstler (Malerei).
Von 1995 bis 1998 studierte er an der Universidad de los Andes, in Santafè de Bogotá, Kolumbien.
Von 1999 bis 2003 und 2004 bis 2006 studierte er an der Kunstakademie München bei Hans Baschang und Markus Oehlen.
2003 bis 2004 studierte er an der Kunstakademie Wien bei Gunter Damisch.
Carlos De los Ríos lebt und arbeitet in München. 

## Museumsausstellung
- 2023 REDEvolution - Junge Menschen begeistern Kolping Ausbildungsstätte
- 2009 Menschenbilder 1620/2009 - Museum Abtei Liesborn
- 2007 Let´s party for a piece of art - Auktionsausstellung Pinakothek der Moderne
- 2005  Here comes the Bogey-Man - Chelsea Art Museum - New York

## Auszeichnungen
- 2007 bis 2010 Atelierstipendium der Stadt München
- 2006 AMI Award 06 - Lines on Paper
- 2004 LfA Förderbank Kalender Bayern
- 1997 Beca de Exelencia Académica Universidad de los Andes

## Werke in öffentlichen Sammlungen
- SØR Rusche Sammlung
- AGRO Linz
- Sammlung Frisch, Berlin
- Osram, Munich

| Personendaten    | Personendaten                |
| ---------------- | ---------------------------- |
| NAME             | Ríos, Carlos De los          |
| KURZBESCHREIBUNG | kolumbianischer Maler        |
| GEBURTSDATUM     | 1974                         |
| GEBURTSORT       | Santafé de Bogotá, Kolumbien |